# Mîkolaiivka, Sverdlovsk
Mîkolaiivka (în ucraineană Миколаївка) este un sat în comuna Medvejanka din raionul Sverdlovsk, regiunea Luhansk, Ucraina.

## Demografie
Componența lingvistică a localității Mîkolaiivka
     Ucraineană (92,45%)
     Rusă (7,55%)
Conform recensământului din 2001, majoritatea populației localității Mîkolaiivka era vorbitoare de ucraineană (92,45%), existând în minoritate și vorbitori de rusă (7,55%).